# Piper balansae
Piper balansae är en pepparväxtart som beskrevs av C. Dc.. Piper balansae ingår i släktet Piper och familjen pepparväxter. Inga underarter finns listade i Catalogue of Life.